# Národná banka Slovenska
A Szlovák Nemzeti Bank (Národná banka Slovenska, NBS) Szlovákia központi bankja, a Központi Bankok Európai Rendszerének tagja. 1993. január 1-jén alakult Csehszlovákia felbomlása után, a Cseh Nemzeti Bankkal egyidejűleg. A kormány felhatalmazása alapján a bank képviseli Szlovákiát a nemzetközi pénzintézeteknél illetve a monetáris politikával kapcsolatos nemzetközi pénzpiaci tranzakciókban.
A bank legfőbb szerve az igazgatóság, amely kialakítja a monetáris politikát, és meghozza az ennek megfelelő intézkedéseket és szabályozásokat. Az elnök és két alelnök mellett, akiket az állam elnöke nevez ki és ment fel, nyolc tagból áll, akiket a szlovák kormány nevez ki a bank elnökének javaslata alapján. A tagok közül három lehet külsős is. 2010. január 1. óta a bank elnöke Jozef Makuch.
A bank székhelyéül szolgáló toronyházat 2002. május 23-án nyitották meg Pozsonyban. 111,6 méteres magasságával 2014-ig ez volt a város legmagasabb épülete. 

## Fordítás
Ez a szócikk részben vagy egészben  a   National Bank of Slovakia című angol Wikipédia-szócikk ezen változatának fordításán alapul.  Az eredeti cikk szerkesztőit annak laptörténete sorolja fel. Ez a jelzés csupán a megfogalmazás eredetét és a szerzői jogokat jelzi, nem szolgál a cikkben szereplő információk forrásmegjelöléseként.